# 裸胸兵魴鮄
裸胸兵魴鮄，為輻鰭魚綱鮋形目牛尾魚亞目角魚科的其中一種，分布於東太平洋區，從下加利福尼亞半島至秘魯海域，棲息深度可達121公尺，體長可達15公分，為底棲性魚類，棲地從海灣至大陸坡，可做為食用魚。

## 擴展閱讀
維基物種上的相關：裸胸兵魴鮄